# (22521) ZZ Top
(22521) ZZ Top est un astéroïde de la ceinture principale.

## Description
(22521) ZZ Top est un astéroïde de la ceinture principale. Il fut découvert par le programme OCA-DLR Asteroid Survey le 2 mars 1998 à Caussols. Il présente une orbite caractérisée par un demi-grand axe de 2,321 UA, une excentricité de 0,0890 et une inclinaison de 6,48° par rapport à l'écliptique.
Il fut nommé en honneur au trio de rock texan ZZ Top dont la musique était fréquemment utilisée par les observateurs lors de la fermeture de la coupole, au petit matin, après une longue nuit d'observation.

## Compléments